# Brocket
Brocket és una població dels Estats Units a l'estat de Dakota del Nord. Segons el cens del 2000 tenia 65 habitants.

## Demografia
Segons el cens del 2000, Brocket tenia 65 habitants, 26 habitatges, i 15 famílies. La densitat de població era de 32,2 hab./km².
Dels 26 habitatges en un 30,8% hi vivien nens de menys de 18 anys, en un 50% hi vivien parelles casades, en un 7,7% dones solteres, i en un 42,3% no eren unitats familiars. En el 38,5% dels habitatges hi vivien persones soles el 15,4% de les quals corresponia a persones de 65 anys o més que vivien soles. El nombre mitjà de persones vivint en cada habitatge era de 2,5 i el nombre mitjà de persones que vivien en cada família era de 3,27.
Per edats la població es repartia de la següent manera: un 33,8% tenia menys de 18 anys, un 1,5% entre 18 i 24, un 27,7% entre 25 i 44, un 15,4% de 45 a 60 i un 21,5% 65 anys o més.
L'edat mediana era de 36 anys. Per cada 100 dones de 18 o més anys hi havia 126,3 homes.
La renda mediana per habitatge era de 19.583 $ i la renda mediana per família de 33.750 $. Els homes tenien una renda mediana de 20.625 $ mentre que les dones 26.250 $. La renda per capita de la població era de 10.548 $. Cap de les famílies i el 10% de la població estaven per davall del llindar de pobresa.

## Poblacions més properes
El següent diagrama mostra les poblacions més properes.